# 諾維納-多布里亞京西卡
50°32′16″N 25°32′10″E / 50.53778°N 25.53611°E
諾維納-多布里亞京西卡（烏克蘭語：Новина-Добрятинська），是烏克蘭西北部的村莊，隸屬里夫內州的杜布諾區。該村面積8.01平方公里，海拔高度221米，2001年人口127，人口密度每平方公里15.9人。